# Псковська православна місія

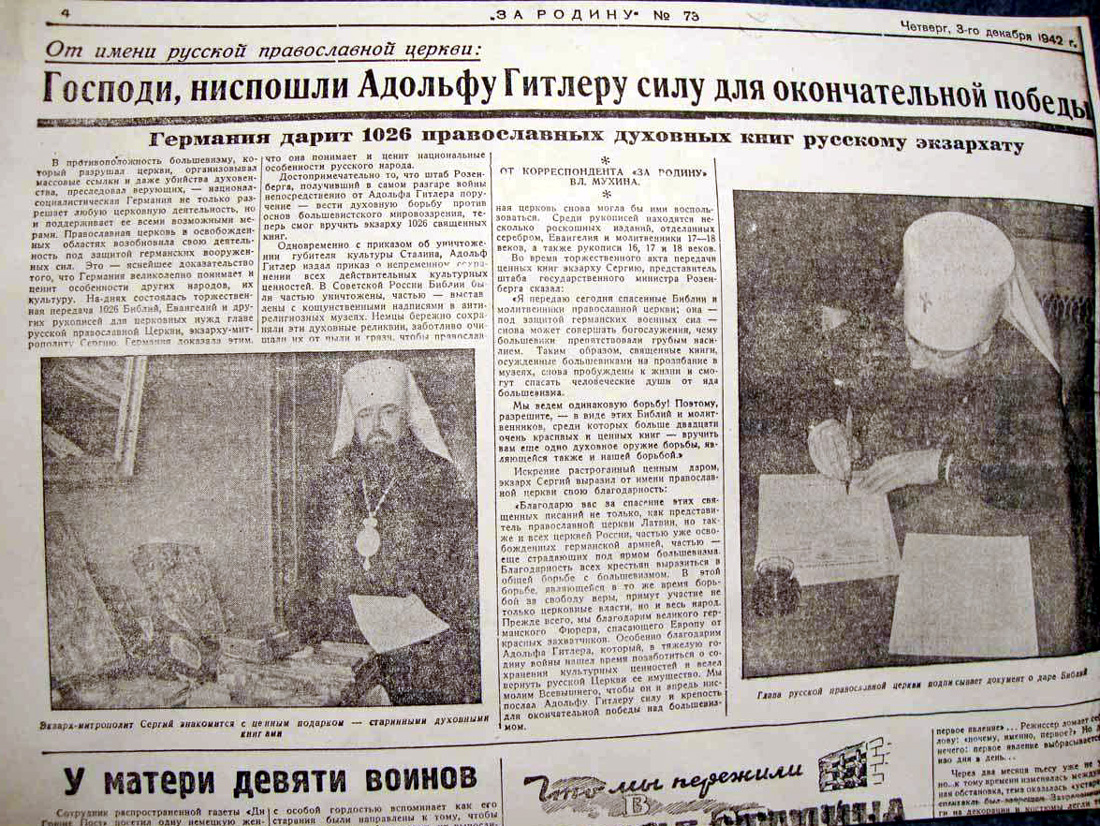
Псковсько-ризька газета «За родину» з фотографіями митрополита Сергія під заголовком статті: «Від імені російської православної церкви: Господи, ниспошли Адольфу Гітлеру силу для остаточної перемоги».

Псковська православна місія — пастирсько-місіонерська установа, що ставила завдання відродження православного церковного життя на північно-західних окупованих Вермахтом територіях РРФСР; створена у серпні 1941 року при сприянні німецької адміністрації митрополитом Віленським і Литовським Сергієм, який, зберігаючи номінальне перебування в юрисдикції Московського патріархату, засуджував співробітництво останнього з радянським режимом у боротьбі проти Німеччини, з самого початку німецької окупації зайняв антикомуністичну позицію і взяв курс на співпрацю з окупаційною владою
Діяла в 1941-1944 роках на окупованій частині єпархій Руської православної церкви: Ленінградській (Санкт-Петербурзької), Псковської і Новгородської. Раніше, в ході Великого терору 1937-1938 років вище духовенство на північно-заході Росії, як і всюди в СРСР, було частково репресовано, частково змушене перейти на світську роботу, і до літа 1941 року в зазначених єпархіях (не рахуючи Ленінграда з найближчими околицями) діяло не більше 10 храмів. Остання церква в самому місті Пскові була закрита навесні 1941 року. За неповних два з половиною роки віруючому населенню з допомогою місії вдалося відродити понад 300 парафій, згідно з іншими даними — близько 200.
Для віруючих створення Православної місії пояснювалося не тільки необхідністю швидкого відродження у «визволених областях» церковного життя, але і тим, що ці області перед війною не мали єпископа, як раніше ними керував.
Основу для Псковської місії становили православні священики з Ризької та Нарвської єпархій. 18 серпня 1941 року у Псков прибули перші 14 місіонерів, священиків, серед яких були випускники православного Богословського інституту в Парижі, так і діячі Російського християнського союзу. Першим начальником псковської Православної місії став протоієрей Сергій Єфімов, в жовтні 1941 року його змінив протоієрей Микола Коливерский, після смерті якого у жовтні 1942 року новим начальником був призначений протопресвітер Кирило Зайц. У нововідкритих храмах за богослужіннями поминали митрополита Ленінградського Алексія, в чиїй єпархії служили місіонери, підкреслюючи, що місія — частина Російської церкви. (Але коли радянські літаки почали розкидати підписані Алексієм антифашистські листівки, окупаційні власті заборонили згадку його імені в храмах.) 
При богослужіннях на окупованій території линуло не тільки ім'я екзарха, але і Місцеблюстителя патріаршого престолу. Було офіційно оголошено, що «Вища церковна влада в Російській православній церкві належить Місцеблюстителю Патріаршого Престолу Блаженнішому Сергію і архирейскому собору. Але Екзархат у зв'язку з перебігом воєнних подій опинився по цей бік фронту і тому управляється самостійно».
Організація місії в 1941 році не була ініціативою окупаційної влади. Перший час німці навіть не давали прибулим священикам продовольчих карток, які видавалися співробітникам окупаційних адміністративних структур. Але 12 вересня 1941 року екзарх Сергій звернувся до німецьких властей з проханням про сприяння, де доводив окупантам, що Московська патріархія ніколи не примирялась з безбожною владою, підкоряючись їй тільки зовні, і що тому він, Сергій, має моральне право закликати російський народ до боротьби проти більшовизму. Але, незважаючи на всі ці заяви, до митрополиту Сергія німці все ж відчували недовіру. Так, намісник Псково-Печерського монастиря архімандрит Павло (Горщиків), якому німці довіряли більше, кілька разів був викликаний в гестапо в Псков, де його детально розпитували про політичні настрої екзарха.
Німецькі влада максимально використовувала роботу місії для своїх пропагандистських цілей. Пропаганда активно велася через російськомовні газети і журнали які видавала місія. Священикам пропонувалося виявляти неблагонадійних осіб, вороже налаштованих проти німецької армії і німецьких властей, а також партизанів і тих, хто їм співчуває. У їхній обов'язок входило та збір відомостей про врожайність того чи іншого району, кількості зерна, овочів, худоби: тилові підрозділи вермахту хотіли знати більше про можливості російського населення збільшити постачання продовольства для їх потреб.

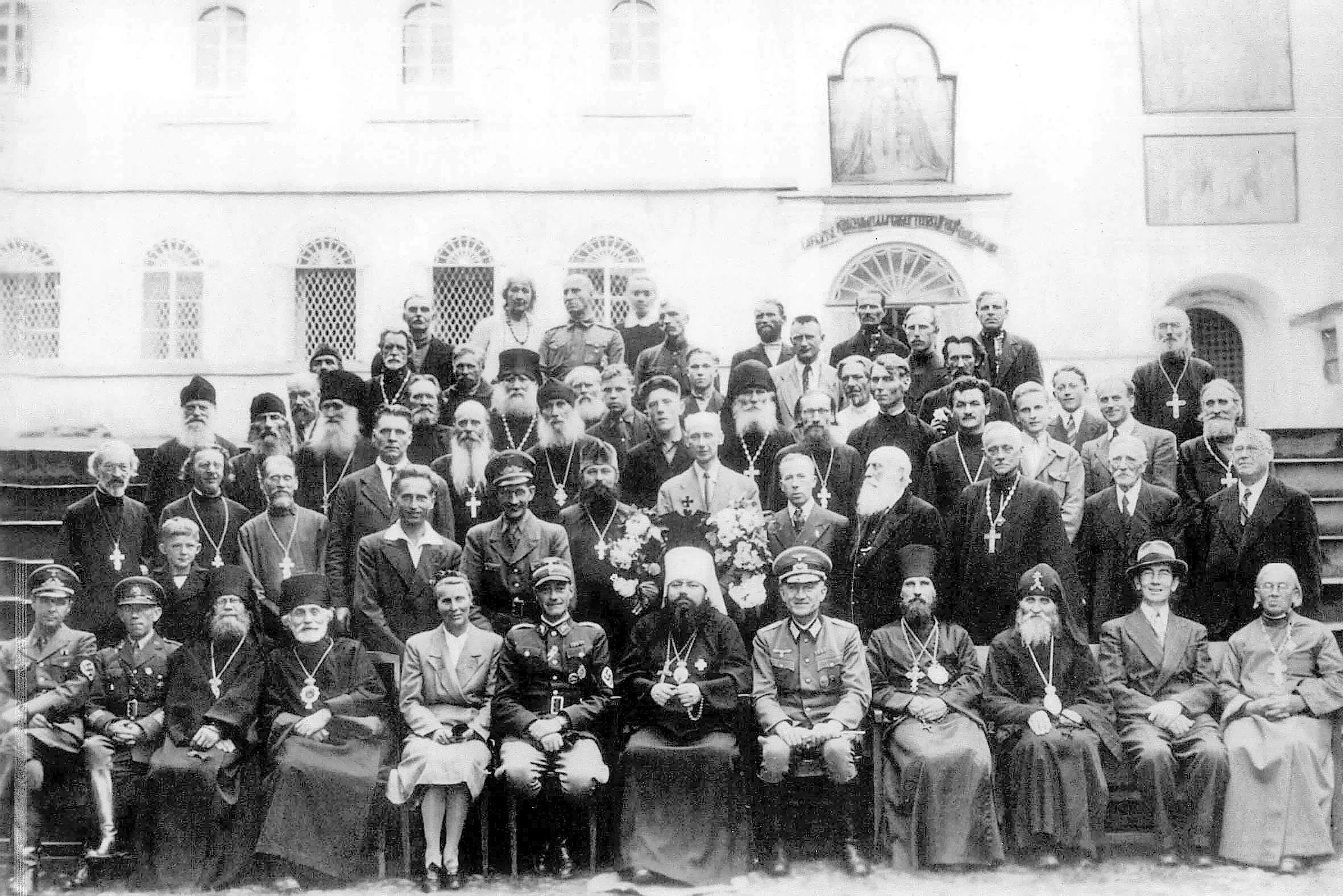
Духовенство Псковської православної місії і німецькі військові під Псково-Печерським монастирем

22 червня було оголошено німцями святом, і тому по всіх храмах місії відзначався «День визволення російського народу», служилися молебні про перемогу Німеччини. В червні 1942 року вийшло розпорядження місії, в якому говорилося:
...В ніч з 21 на 22 цього місяця виповнюється рік тієї визвольної боротьби, яку веде звитяжна німецька армія з більшовизмом в ім'я порятунку людства від сатанинської влади поневолювачів і ґвалтівників. Християнський обов'язок вимагає від нас щирого усвідомлення всієї важливості необхідності тривалої визвольної боротьби, а також відповідного серйозного ставлення і до великої дати сучасної історії, яка ознаменувала собою початок цієї боротьби. У зв'язку з цим, приписуємо всьому духовенству 21 цього червня після божественної літургії і проголошення відповідного слова здійснити молебствування про дарування Господом сил і фортеці Німецькій армії і її вождю Адольфу Гітлеру для остаточної перемоги над проклятим жидо-більшовизмом"
Дні визволення від більшовизму» німцями інших міст теж відзначалися як святкові: так, 9 серпня 1942 року в Пскові відбувся хресний хід на честь річниці визволення міста від більшовизму.

Після війни місіонери виправдовувалися, що в глибині душі погано ставилися до окупантів. Один з місіонерів, протопресвітер Алексій Іонів, благочинний Островського округу в 1941-1943 роках, писав у спогадах:
|  | Что немцы — зло, никто из нас не сомневался. Ни у кого из нас не было, конечно, никаких симпатий к завоевателям «жизненного пространства» нашей родины. Глубокое сострадание и сочувствие к бедствующему народу, нашим братьям по вере и по крови, — вот что наполняло наши сердца. |

До служіння у відкритих за допомогою місії храмах повернулося кілька десятків священиків, дияконів і псаломщиків, в передвоєнні роки вимушених перейти на цивільну роботу або перебували за штатом. Висвячення нових кліриків для парафій в зоні дії місії здійснювали митрополит Сергій, архієпископ Павло (Дмитровський) та інші архієреї Прибалтійського екзархату. Місія видала ряд циркулярів з приводу необхідності відбору та перевірки всіх претендентів у священнослужителі нововідкритих храмів. Таку політику можна пояснити не тільки побоюваннями місії, що серед духовенства можуть виявитися противники німців, але і тією великою кількістю самозванців, яку в умовах масового відкриття церков і брак справжніх священиків, що створився в результаті радянських репресій, видавали себе за священиків. Так, благочинний Гатчинського округу самозванець Іван Амозов, колишній комуніст, зміг успішно видати себе за священика за допомогою довідки про звільнення з ув'язнення, проте на Колимі в 1936 році він виявився не як «гнаний за віру», а за хабарництво і двоєженство.
З середини 1942 року місія стала видавати щомісячний журнал «Православний християнин. Видання православної місії у звільнених областях Росії». У виданні брали участь священики Яків Нарахування, Микола Трубецькой (редактор), Костянтин Шаховськой, Кирило Зайц, Георгій Бенігсен, Алексій Іонів, Іван Легкий, Георгій Тайлів, Микола Шенрок, архімандрит Богоявленського монастиря Серафим (Проценко), миряни барон Б. Р. Врангель, Н. В. Полчанинов, Н. В. Матвєєва. Усі номери цього журналу попередньо проходили цензуру з боку німецьких пропагандистських служб, і якщо в них було «занадто багато православ'я і занадто мало антибільшовицьких матеріалів, їх випуск не дозволялося. Місія видала «Православний календар на 1943 рік». В умовах окупації стало можливим виробляти церковний дзвін (в СРСР до середини 1930-х років на нього були накладені обмеження, а в деяких регіонах повна заборона), звершувати хресні ходи під відкритим небом, у тому числі на великі відстані. Відроджувалася церковно-парафіяльна благодійність.
Значним церковним подією того часу була передача Церкви Тихвінської ікони Божої Матері. Ікона була врятована з горілого храму в Тихвіні за участю німецьких солдатів, вивезена у Псков і урочисто передана Церкві німцями 22 березня 1942 року.
Особливу увагу священики-місіонери приділяли духовній допомозі військовополоненим — в ряді таборів вдалося відкрити храми. Для військовополонених збирали пожертви, одяг. Після молебню священик обов'язково виступав з проповіддю, пояснюючи полоненим, що ця війна послана Богом їм в покарання за атеїзм більшовиків. Місія дбала і про сиріт. Стараннями парафіян був створений дитячий притулок при храмі святого Димитрія Солунського в Пскові для 137 хлопчиків і дівчаток у віці від 6 до 15 років. Заради відродження релігійного життя в регіоні священство стало виступати по радіо: щотижневі передачі йшли з Пскова.
Парафіяльне життя проходило під подвійним контролем. З одного боку, діяння місіонерів, священиків займалися окупаційна влада, а з іншого — радянські партизани. Звіт начальника місії протоієрея Кирила Зайця німецькому керівництву зазначав суперечливість наявних відомостей: «За словами одних, партизани вважають священиків ворогами народу, з якими прагнуть розправитися. За словами інших, партизани намагаються підкреслити терпиме, і навіть доброзичливе, відношення до Церкви і, зокрема, до священиків». Німецьку адміністрацію особливо цікавило, чи вірить народ агітаційних повідомлень про зміну церковної політики і як він на ці повідомлення реагує. Письмові повідомлення почали надходити в Управління місії регулярно. Зміст їх було різноманітним.
У серпні 1942 року всі священики окупованих районів Сходу РРФСР отримали секретний циркуляр від місії, підписаний протоієреєм Кирилом Зайцем. У ньому давалися такі завдання: 1) виявляти партизанів та осіб, пов'язаних з ними; 2) серед парафіян виявляти всіх тих, хто налаштований проти німців і висловлює невдоволення німецькими порядками: 3) виявляти всіх, які відправляють служби, не маючи посвяти в сан, тобто священиків-самозванців; 4) виявляти у своїй парафії всіх осіб, хто раніше був репресований радянською владою. В цьому ж циркулярі були і завдання з суто церковних справах, у тому числі з благодійним зборів парафіян на бідних дітей, ремонт храмів і т. д.
Але в глибинці, віддаленій від великих німецьких гарнізонів, аж ніяк не всі священики виконували розпорядження Православної місії зі сприяння окупантам. Так, священик села Рождествено Пушкінського району Ленінградської області Георгій Свиридов потай допомагав в'язням німецького концтабору, а священик села Хохлово Порховского району Федір Пузанов співробітничав з партизанами, а після того як німці спалили прихід, пішов у загін.

Після того, як у 1943 році Москві було укладено угоду між Сталіним і керівництвом Російської православної церкви та ієрархи, що зібралися в Москві, підписали «Засудження зрадників вірі й батьківщині», де ті що перейшли на бік фашизму оголошувалися відлученими від церкви, а єпископи та клірики — позбавленими сану, німецьке керівництво скликало нараду православних архієреїв Латвії, Естонії і Литви. У нараді брали участь сам Сергій, митрополит Литовский, екзарх Латвії та Естонії, архієпископ Яків Елгавский, Павло, єпископ Нарвський і Данило, єпископ Ковенський. Учасники наради висловили думку з приводу закликів до російського народу патріаршого місцеблюстителя Сергія, митрополита Московського і Коломенського, про опір німецькій армії і загроз відлучення всім хто співпрацював з німцями:
Вельмишановний ієрарх, глава Російської Православної Церкви, не міг скласти або принаймні добровільно підписати цю відозву. Цілий ряд обставин доводить, що це проголошення сфабрикована кремлівськими володарями і поширюється від імені патріаршого Місцеблюстителя. ... Або він зовсім його не підписував, чи підписав під страшними погрозами, бажаючи врятувати ввірене йому духовенство від повного винищення. Для нас це відозва є яскравим доказом того, що більшовики, як і раніше, тримають Православну Церкву в своїх лещатах, душили її і фальсифікуючи її голос. Оплакуючи долю патріаршого місцеблюстителя, ми рішуче отмежовуємось від силоміць нав'язаної йому політичної установки і молимося Господу про повне і швидке звільнення Православної Церкви від проклятого більшовицького гніту.
Німці наполягали на невизнанні канонічності обрання Архієрейським собором у Москві у вересні 1943 року Сергія патріархом. Окупаційна влада наполягала на проведенні конференції з обов'язковою резолюцією проти патріарха. Але екзарх у проекті резолюції не назвав навіть ім'я першосвятителя, не кажучи вже про відмежування від Московської патріархії. Але поминання імені Сергія як патріарха на богослужінні було припинено.
Восени 1943 року, в очікуванні контрнаступу радянських військ, німецьке командування здійснило масову евакуацію цивільного населення з прифронтової зони в Прибалтику. Екзарх митрополит Сергій розпорядився, щоб при вимушеній евакуації парафії брали з собою святині і найцінніше церковне майно (відповідний потребам транспорт був наданий окупантами), та розподілив евакуйоване духовенство з парафіяльних храмів Естонії, Латвії і Литви. Серед цінностей була і Тихвинська ікона Божої Матері, яка потім виявилася в США.
28 квітня 1944 року екзарх митрополит Сергій був убитий. Машина, в якій він їхав по дорозі з Вільнюса в Ригу, була розстріляна на шосе поблизу Ковно людьми в німецькій військовій формі. З ним були вбиті його водій і двоє супроводжуючих. Німці звинуватили у вбивстві партизанів, які дійсно погрожували смертю духовенству місії, але є версія, що за вбивством стояли вони самі. Восени 1944 року почалося відновлення радянської влади в Прибалтиці. Всі співробітники місії, крім тих, які виїхали на Захід, були заарештовані органами НКВС. Їм ставили в провину співробітництво з окупаційною владою. Суди проходили в закритому режимі, всі підсудні були засуджені та відправлені в трудові табори. Начальник місії 75-річний протопресвітер Кирило Зайц, член Помісного собору 1917-1918 років, був засуджений до 20 років виправно-трудових таборів. Більшість тих, хто дожив до звільнення з місць ув'язнення, повернулися в рідні місця, де відновили своє служіння.
У 2010 році Володимир Хотиненко зняв художній фільм «Поп», що розповідає історію вигаданого героя — священика Псковської місії.
Останній з живих учасників Псковської православної місії, протоієрей Георгій Тайлів, помер у Латвії 8 травня 2014 року на сотому році життя.
В даний час діяльність Псковської місії — тема спорів у церковному середовищі. Їх називають і героями антибільшовицького опору, і постраждалими від брехливих звинувачень у колабораціонізмі, і зрадниками своєї Батьківщини. Офіційних заяв з приводу відношення до діяльності Псковської місії вище духовенство Російської православної церкви не робило.